# U-36 (1936)
U-36 – niemiecki okręt podwodny (U-Boot) typu VII A z okresu II wojny światowej. Okręt wszedł do służby w 1936 roku.

## Historia
W czasie hiszpańskiej wojny domowej wykonał dwa patrole na wodach terytorialnych tego państwa.
W czasie II wojny światowej odbył 2 patrole bojowe, spędzając w morzu 34 dni. Zatopił 2 statki o łącznym tonażu 2813 BRT oraz zdobył jeden pryz – szwedzki statek SS „Algeria” (1617 BRT). 
Zatopiony salwą sześciu torped 4 grudnia 1939 roku na południowy zachód od norweskiego portu Kristiansand, na pozycji 57°00′01″N 5°20′00″E/57,000278 5,333333 przez brytyjski okręt podwodny HMS „Salmon”. Wraz z okrętem zginęła cała 40-osobowa załoga.